# Maxime de Bousies
Maxime de Bousies, formeel Charles Denis Joseph Marie Maxime Amaury de Bousies (Harveng, 18 augustus 1865 - Sint-Joost-ten-Node, 11 mei 1942) was een Belgisch lid van het Internationaal Olympisch Comité, burgemeester van Harveng, alpinist, advocaat, toneelschrijver en industrieel.

## Biografie
De Bousies genoot zijn basisonderwijs in een school van de dominicanen in Bergen. Voor zijn secundair onderwijs ging hij eerst naar het Collège Saint-Stanislas, het jezuïetencollege van Bergen, maar toen het daar na enkele jaren fout liep, schakelde hij over naar het Petit Séminaire Bonne Espérance in de stad, waar de studies veel beter verliepen. Hij werd er trouwens bevriend met Paulin Ladeuze, dorpsgenoot uit Harveng, die in 1909 rector van de Katholieke Universiteit Leuven zou worden. Ladeuze ging voor het priesterschap en studeerde theologie, De Bousis studeerde sociale wetenschappen en rechten aan de KU Leuven, waar hij in 1890 zijn doctoraat in de rechten behaalde.
Door zijn persoonlijke financiële situatie (als aandeelhouder van verschillende bedrijven) kon hij zich bezighouden met heel wat interesses. Hij was onder meer mede-eigenaar van Vivinus, een fiets- en automobielproducent. Met een wagen van Vivinus nam hij ook deel aan autoraces en in 1896 was hij een van de stichtende leden van de Royal Automobile Club de Belgique.
Van 1894 tot 1901 was hij het eerste Belgische IOC-lid. De Bousies was het vijftiende lid van het IOC. Hij werd gecoöpteerd op 14 oktober 1894 en had de steun van Raoul Claes, Belgisch advocaat en voorzitter van de Koninklijke Belgische Wielrijdersbond, die zelf deel had genomen aan het oprichtingscongres in de lente van 1894. De Bousies kreeg het niet voor mekaar een Belgische delegatie naar de eerste Olympische Spelen in Athene te zenden. Een van de obstakels was de felle tegenstand tegen het idee vanwege Nicolaas Cupérus, de voorzitter van de Turnbond. Maar ook twijfels over de status van sommige sporters, die moeilijk anders dan als professionelen gezien konden worden, belemmerden de samenstelling van een equipe. De Bousies slaagde er wel in een equipe te laten participeren aan de spelen van de Tweede Olympiade in 1900 in Parijs, deels ook door de nabijheid en vriendschap tussen de landen. Hij nam vervolgens op 31 december 1900 ontslag bij het Internationaal Olympisch Comité om plaats te maken voor de opkomende Belgische sportfederaties. Commandant Robert Reyntiens, een militair, actief schermer en promotor van de sport werd benoemd tot zijn opvolger.

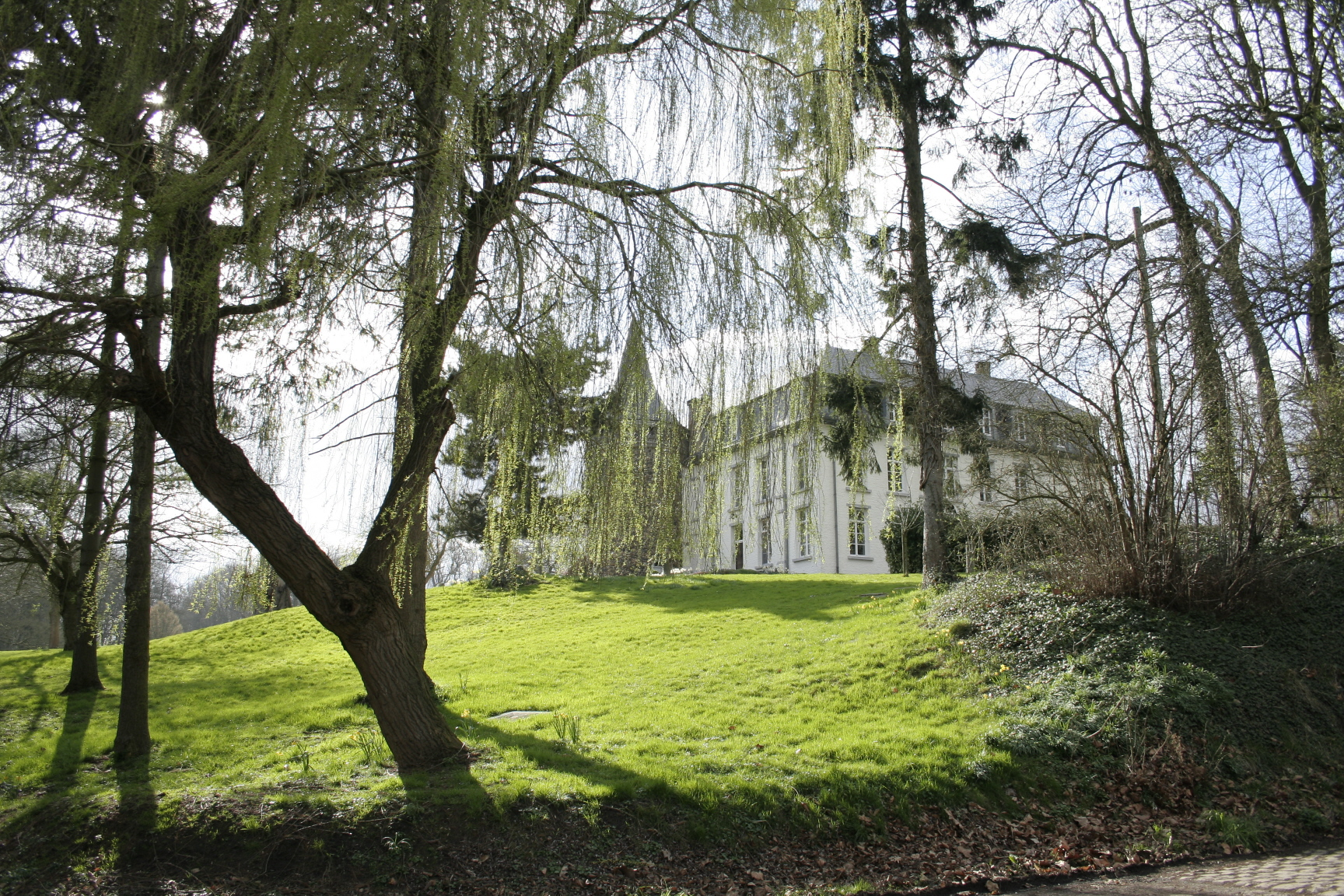
Kasteel van Harveng, ook kasteel de Bousies, de ouderlijke woning van Maxime de Bousis

Postkaart uit 1895 met zicht vanuit Beatenberg op Eiger, Mönch en Jungfrau

Van 1914 tot 1921 was hij in opvolging van zijn vader burgemeester van Harveng, dorp waar hij opgegroeid was en waar zich het kasteel van zijn ouders bevond. Daarna verhuisde hij definitief naar Brussel, waar hij al decennia een woning had aan de Brederodestraat 27 in de Brusselse vijfhoek, vlak aan de achterzijde van het Koninklijk Paleis van Brussel.
De zomers bracht hij door in de Alpen, waar hij veel resideerde in Hotel Pension Alpenrose in Beatenberg (kanton Bern) en later in het dorp zelf een huis bezat met zicht op Eiger, Mönch en Jungfrau. Zijn eerste fietstochten door de Alpen in 1885 leidden tot een val, waardoor hij zijn leven lang doof bleef in één oor. In 1890 beklom hij vanuit Chamonix de Mont Blanc.
Als erkenning voor zijn verdiensten werd hij tot ridder in de Leopoldsorde verheven.
Graaf Maxime de Bousies was een lid van een van de takken van het Henegouwse huis de Bousies. Zijn ouders waren Adhémar de Bousies (1829-1914), voorzitter van de Société d’Economie Sociale de Belgique en burgemeester van Harveng en Alix Victoire Théodorine Hanot d'Harvengt (1836-1913). Maxime de Bousies was de jongste van vier broers, zijn oudste broer Boudewijn de Bousies, werd burgemeester van Hansbeke. Zelf was hij enige tijd verloofd met een dame van het geslacht d'Oultremont maar die verloving sprong af en Maxime de Bousies bleef ongehuwd en kinderloos.